# 오쿠다이라 다다마사 (1608년)

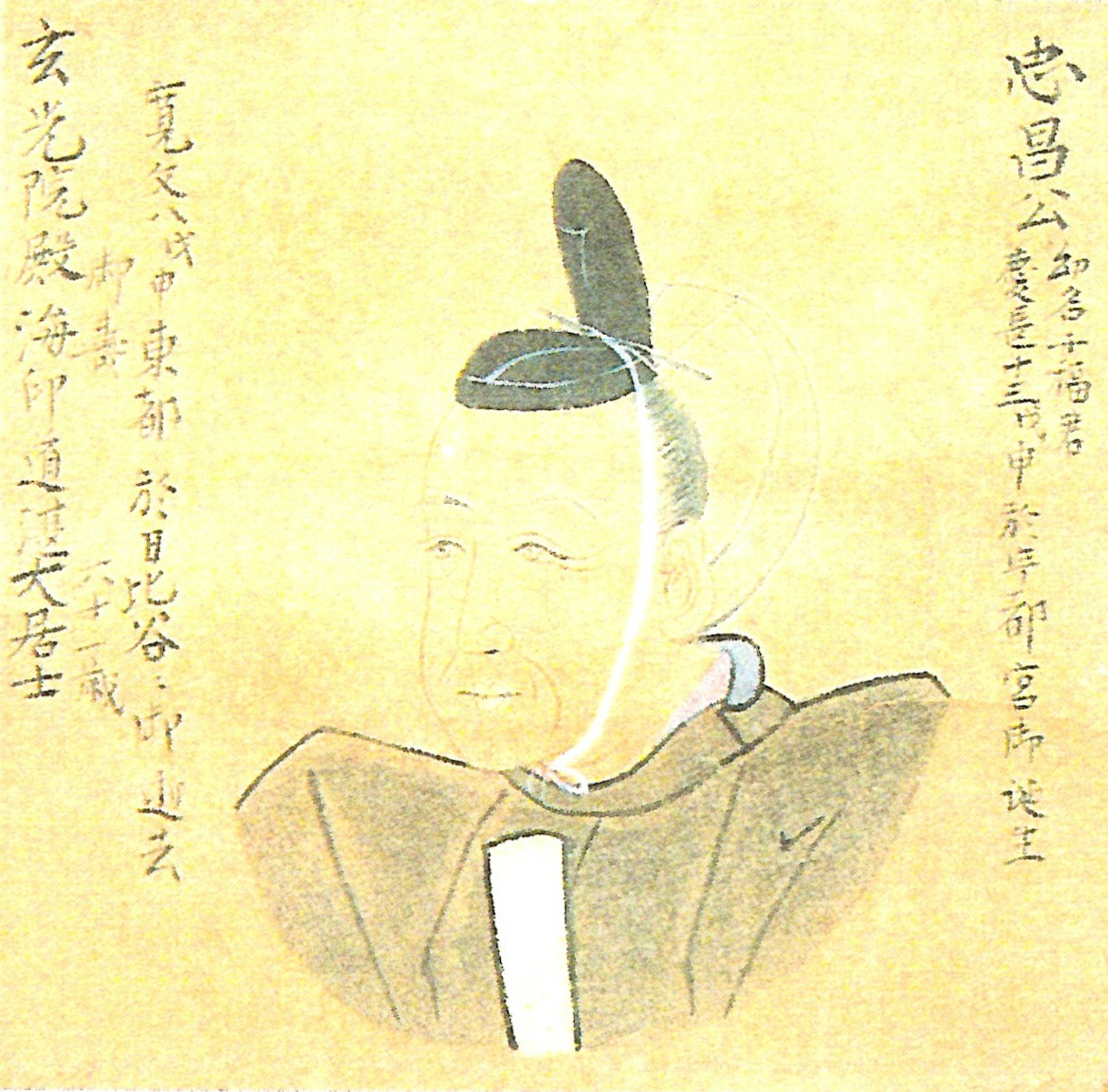
오쿠다이라 다다마사

오쿠다이라 다다마사(奥平忠昌, 1608년~1668년)는 에도 시대 전기의 다이묘이다. 시모쓰케 우쓰노미야 번주, 시모사 고가 번주를 지냈다. 우쓰노미야 선대 번주 오쿠다이라 이에마사의 장남이자 도쿠가와 이에야스의 증손이다.
| 전임 오쿠다이라 이에마사 혼다 마사즈미 | 우쓰노미야 번 번주 (오쿠다이라 가문, 재봉) 1614년 ~ 1619년 1622년 ~ 1668년 | 후임 혼다 마사즈미 오쿠다이라 마사요시 |

| 전임 오가사와라 마사노부 | 고가 번 번주 (오쿠다이라 가문) 1619년 ~ 1622년 | 후임 나가이 나오카쓰 |